# 小水镇
小水镇，是中华人民共和国湖南省衡陽市耒阳市下辖的一个乡镇级行政单位。

## 行政区划
小水镇下辖以下地区：
小水镇社区、农科村、小水村、新成村、新居村、双龙村、小圩村、李家村、泉山村、黄光村、源头村、梧桥村、曙光村、畔塘村、富源村、东洲村、群力村、谭宣村、六角亭村、柘溪村、满洲村、洲里村、永福村、白毛村、界冲村、金山村、杨塘村、江坡村、豪坡村、泉水村、中龙塘村、长春村、金盆村、嘹亮村、冲头村、毛坪村、堰头村、山陂村和徐坡村。

## 交通
- 京广铁路：小水铺站